# Berejți, Liuboml
Berejți (în ucraineană Бережці́) este un sat în comuna Rîmaci din raionul Liuboml, regiunea Volînia, Ucraina.

## Demografie
Componența lingvistică a localității Berejți
     Ucraineană (99,3%)
     Alte limbi (0,56%)
Conform recensământului din 2001, majoritatea populației localității Berejți era vorbitoare de ucraineană (99,3%), existând în minoritate și vorbitori de alte limbi.